# 老鸦烟筒花
老鸦烟筒花（学名：Millingtonia hortensis）为紫葳科烟筒花属的植物。分布于柬埔寨、老挝、泰国、缅甸、印度尼西亚、印度、越南、马来西亚以及中国大陆的云南等地，生长于海拔500米至1,200米的地区，多生长在低丘密林中，目前尚未由人工引种栽培。

## 别名
烟筒花（中国高等植物图鉴），姊妹树（云南思茅），铜罗汉（云南临沧），“戛刹拢”（傣语）